# باشگاه فوتبال تانبریج ولز
باشگاه فوتبال تانبریج ولز (به انگلیسی: Tunbridge Wells Football Club) یک باشگاه فوتبال در شهر رویال تانبریج ولز، کشور انگلستان است که در سال ۱۸۸۶ میلادی تأسیس شده است.